# Bereguardo
Bereguardo là một đô thị ở tỉnh Pavia trong vùng Lombardia của Ý, có cự ly khoảng 25 km về phía tây nam của Milan và khoảng 12 km về phía tây bắc của Pavia.
Bereguardo giáp các đô thị sau: Borgo San Siro, Motta Visconti, Torre d'Isola, Trivolzio, Trovo, Vigevano, Zerbolò.